# 잔 모딜리아니
잔 모딜리아니(이탈리아어: Jeanne Modigliani, 1918년 11월 29일 – 1984년 7월 27일)는 아메데오 모딜리아니의 딸로 1958년 모딜리아니의 전기를 썼다. 잔 모딜리아니는 이탈리아 출신으로 프랑스에서 활약한 화가인 아버지 아메데오 모딜리아니와 프랑스의 예술가 어머니 잔 에뷔테른에서 1918년 태어났다. 양친이 죽고 잔 모딜리아니는 친척인 플로렌스 모딜리아니가 데려가 키우기 전까지 조부모의 손에서 자랐다.